# Dwarsgracht
Dwarsgracht (Nedersaksisch: Dwasgrachte) is een kern in de gemeente Steenwijkerland in de Nederlandse provincie Overijssel. De plaats ligt ongeveer 3 kilometer ten westen van Giethoorn. In 2012 telde Dwarsgracht circa 150 inwoners.

## Geschiedenis
De naam van de plaats is ontleend aan het feit dat de gracht waaraan het plaatsje zijn naam dankt, dwars op zowel de Jan Hozengracht, Cornelisgracht, Bouwersgracht en de Thijssengracht lag. Net als in Giethoorn is er sprake van lintbebouwing langs een kanaal, in dit geval de Dwarsgracht. De plaats is voor 1800 gesticht ten tijde van de turfwinning in het gebied vanuit de plaats Giethoorn.

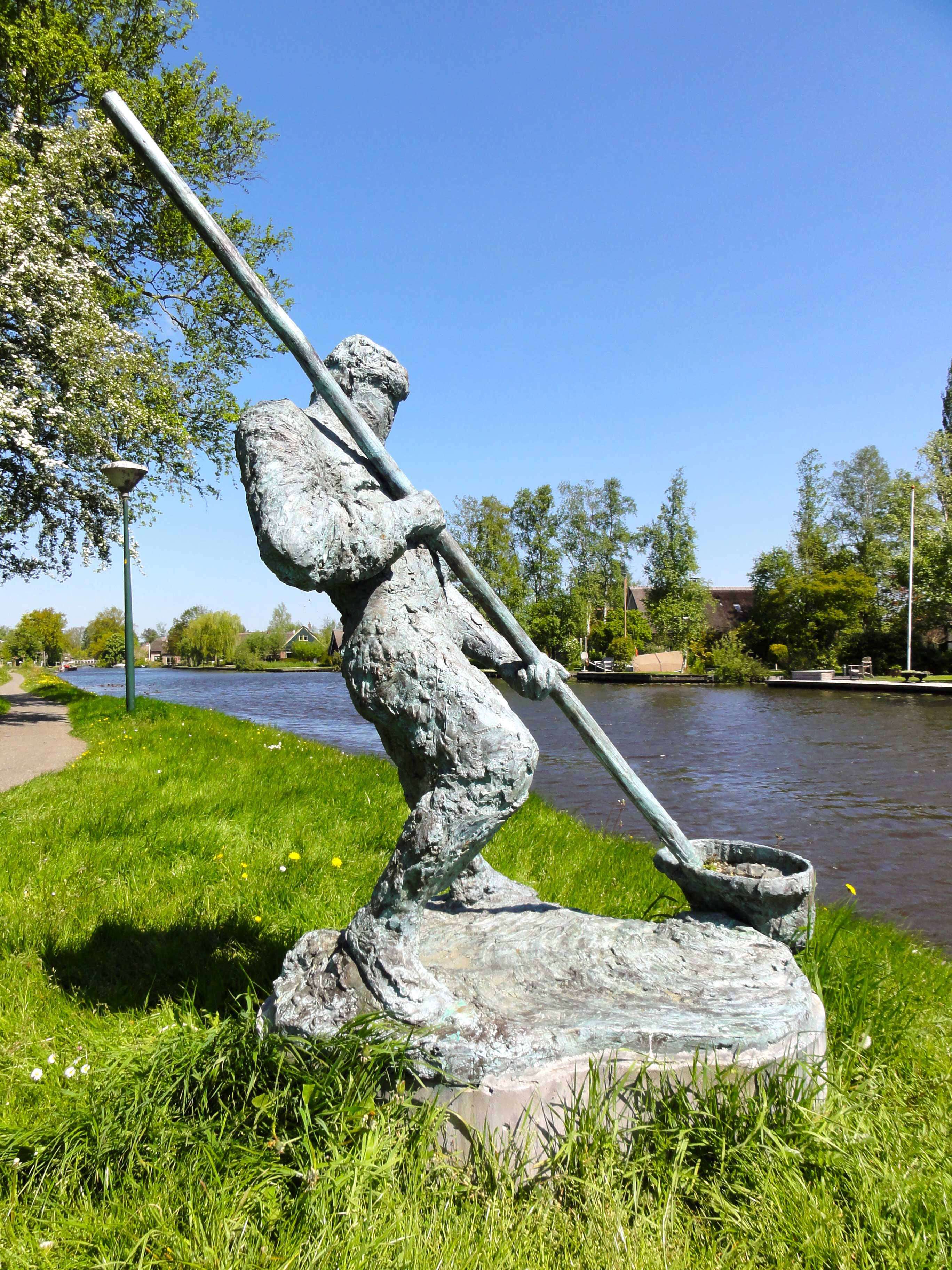
Beeld van de baggeraar door Janno Petter in Dwarsgracht

Volledige vaardorpen: Giethoorn · Jonen · Rietveld · Zuideinde

Gedeeltelijke vaardorpen: Belt-Schutsloot · Dwarsgracht · Kaag (Faljeril & Vogelskamp) · Kalenberg · Nederland · Sluipwijk (deel bij Vogelzang) · Wetering · Zevenhuizen